# 조지 워싱턴급 잠수함
조지 워싱턴급 잠수함은 세계 최초의 SLBM을 탑재한 SSBN(전략원잠) 함급이다. 수중배수량 6,000톤이며, 1958년부터 1961년까지 4년동안 5척을 건조했다.

## 역사
1957년, 미국 해군은 핵억지력 임무로 잠수함을 사용하기 시작했다. 최초는 경하배수량 1500톤급인 2차대전 디젤 잠수함인 USS 튜니와 USS 바베로를 개조하여 레굴루스 핵순항 미사일을 탑재하여 핵억지력 순찰 임무를 시작했다. 경하배수량 1700톤 손원일급 잠수함 보다도 작은 튜니와 바베로에는 사거리 1000 km 레굴루스-I 순항미사일 2발이 탑재되었다. 무게 6톤의 대형 순항미사일인 레굴루스-I은 무게 1.2톤의 120 kt W5 핵탄두를 탑재했다. 당시에는 핵탄두가 소형화되지 못해서 1.2톤이나 되었다. 2척의 디젤 구축함과 1척의 핵추진 구축함도 레굴루스를 탑재했다.
그러나 1951년에 개발된 레굴루스는 성능이 매우 제한적이었다. 사거리가 1000 km 밖에 되지 않으며, 너무 대형이라 최대 배수량인 구축함의 경우, 겨우 5발만 탑재할 수 있었다. 속도도 아음속이라 요격이 쉬웠다. 레굴루스를 발사하기 위해서는 잠수함이 수상으로 부상해야 했으며, 유도방식이 전파유도라서 계속해서 항공기나 선박이 무선으로 유도를 해줘야만 했다. 레굴루스의 이런 한계점 때문에, 미국 해군은 세계 최초로 SLBM을 개발하여 잠수함에 탑재하기로 결정했다.

## S5W 경수로
S5W PWR은 웨스팅하우스가 개발했다. 열출력 78MWt, 우라늄 235를 93% 농축한 HEU를 연료로 사용한다.

## 토마호크

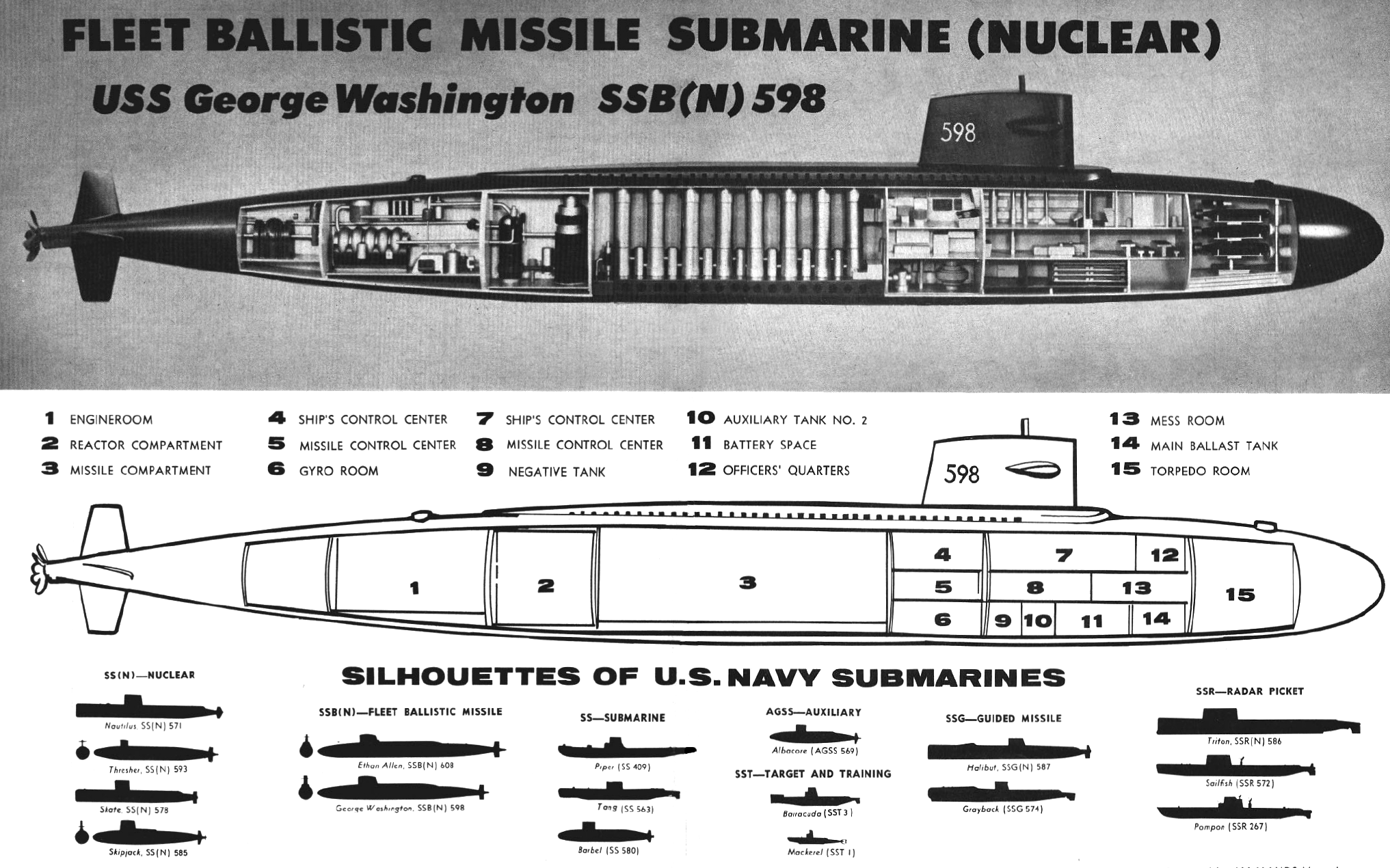
USS 조지 워싱턴

미국 해군은 1950년 레굴루스 순함미사일의 단점으로 1960년 SLBM이라는 탄도미사일을 개발했지만, 1980년 다시 레굴루스에 도전, 토마호크 핵순항미사일을 개발하는데 성공했다.
- 레굴루스 사거리가 1,000 km이다. 토마호크는 2500 km로 늘렸다.
- 너무 대형이라서 2발 밖에 탑재하지 못한다. 6톤의 레굴루스를 토마호크는 1.6톤으로 줄였다. 기존 21인치 어뢰관에서 발사되게 해서 1700톤 손원일급 잠수함에도 20여발이나 탑재할 수 있다.
- 아음속이라 요격이 쉽다. 토마호크는 저고도 비행을 성공해 레이다에 쉽게 탐지되지 않는다.
- 잠수함이 수상으로 부상해야만 발사가능했다. 토마호크는 수중에서 발사한다.
- 유도방식이 전파유도라서 계속해서 항공기나 선박이 무선으로 유도를 해줘야만 했다. 토마호크는 파이어앤포겟 방식이다.

1980년의 토마호크는 이렇게 1950년의 레굴루스를 극복했지만, 1960년의 SLBM도 여전히 주력 핵무기로 사용중이다.

## 제2격
오늘날 핵선제공격인 제1격(First Strike)의 대표가 지상발사 ICBM이라면, 핵보복공격인 제2격(Second Strike)을 대표하는 것이 SLBM이다. 영국, 프랑스는 지상발사 ICBM을 모두 폐기하고 SLBM만 보유하여, 상대방에 대한 핵선제공격 의도가 없음을 선포하기도 한다.

## 대한민국

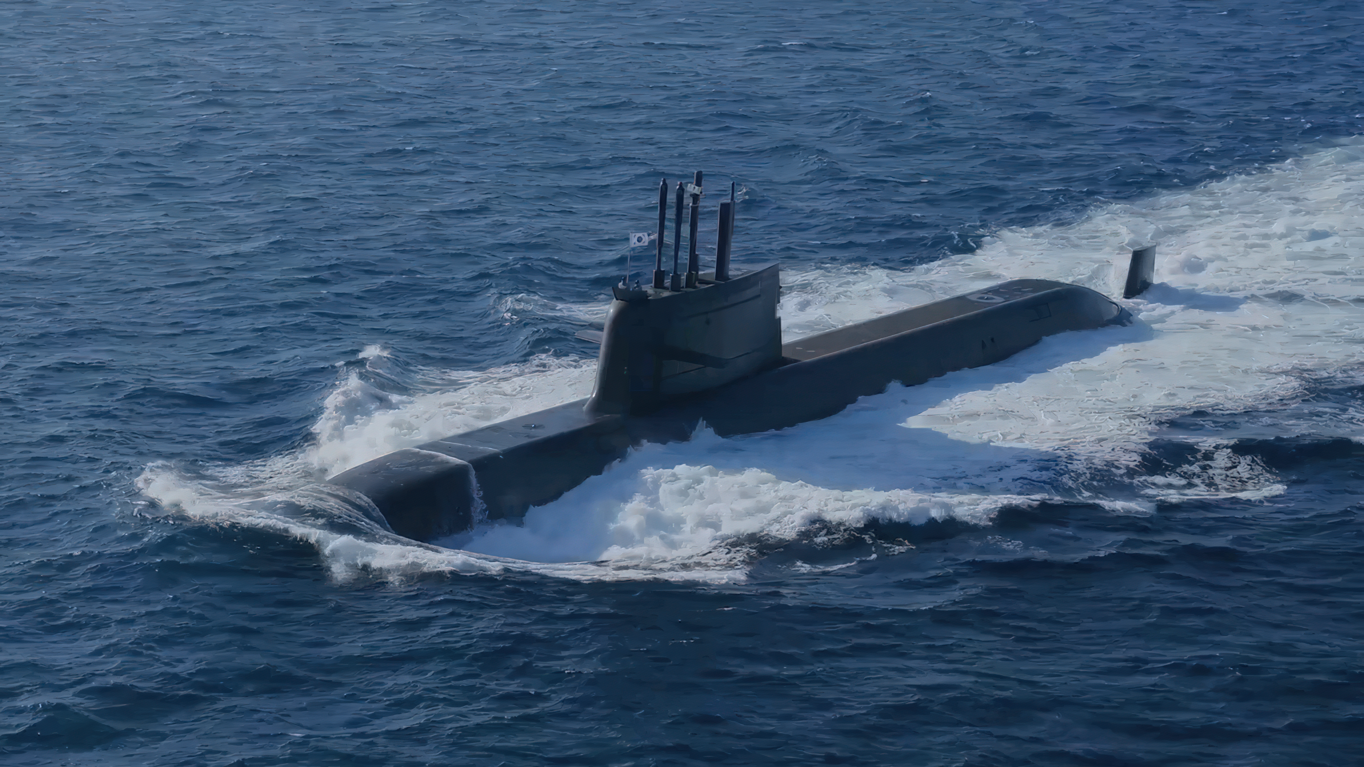
KSS-3 도산 안창호 잠수함

세계 최초의 SSBN인 조지 워싱턴함은 열출력 70MWt 웨스팅하우스 S5W 경수로 1개를 탑재한다. 한국은 러시아 핵잠수함 원자로 회사에서 기술이전을 받아 열출력 65MWt 경수로인 스마트 실증로를 개발완료했다. 문재인 정부는 대선공약으로 핵잠수함 건조를 주장하고 있다. 2018년 1번함이 진수되는 장보고3급 잠수함(KSS-III)는 6발의 SLBM을 발사할 수 있다. 4번함부터는 10발을 발사한다. KSS-III에 디젤엔진 대신 열출력 65MWt 경수로인 스마트 실증로를 탑재해 한국 최초의 SSBN으로 만들자는 논의가 오랫동안 있어왔다.

## 조선민주주의인민공화국

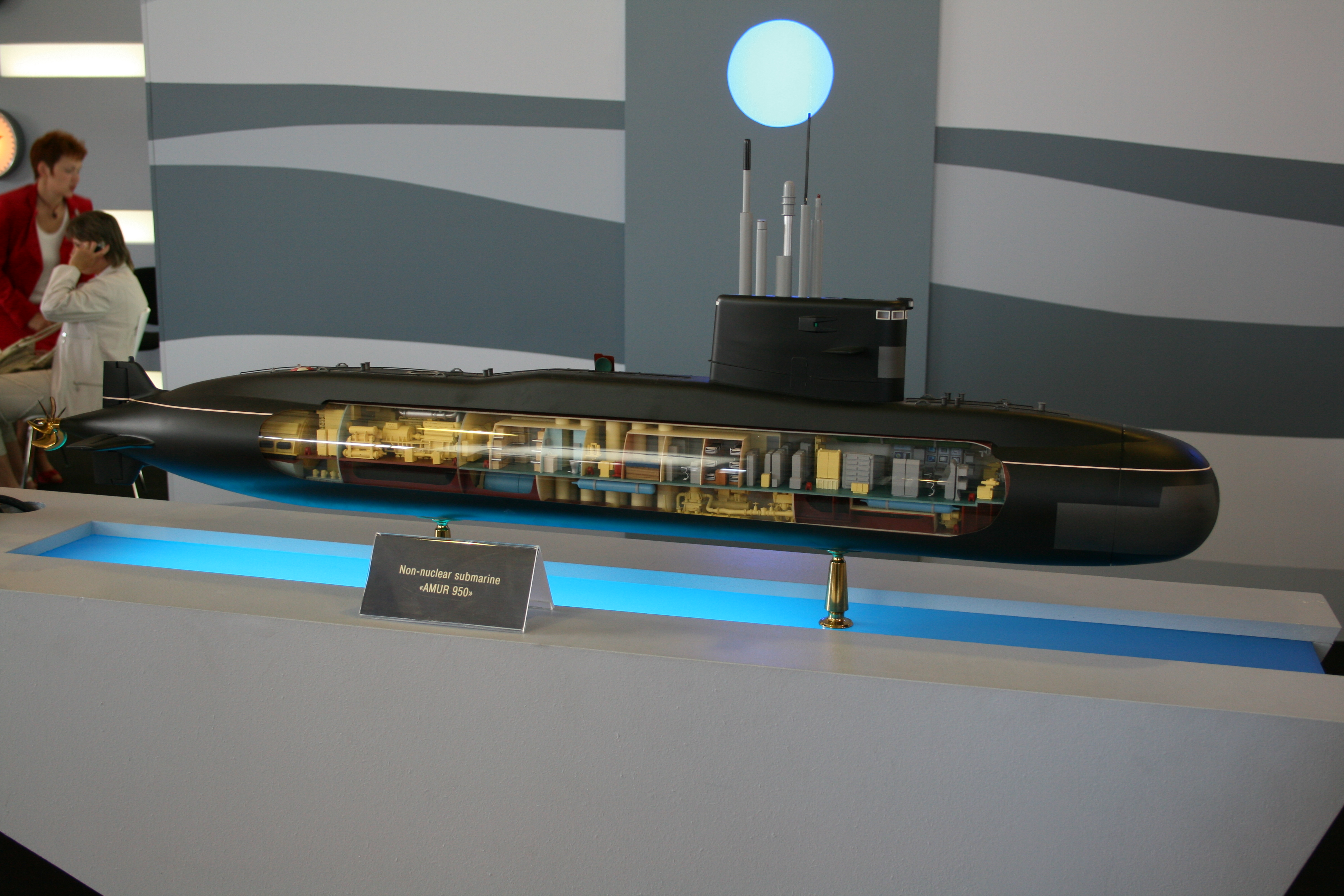
SLBM 발사능력이 있는 라다급 잠수함

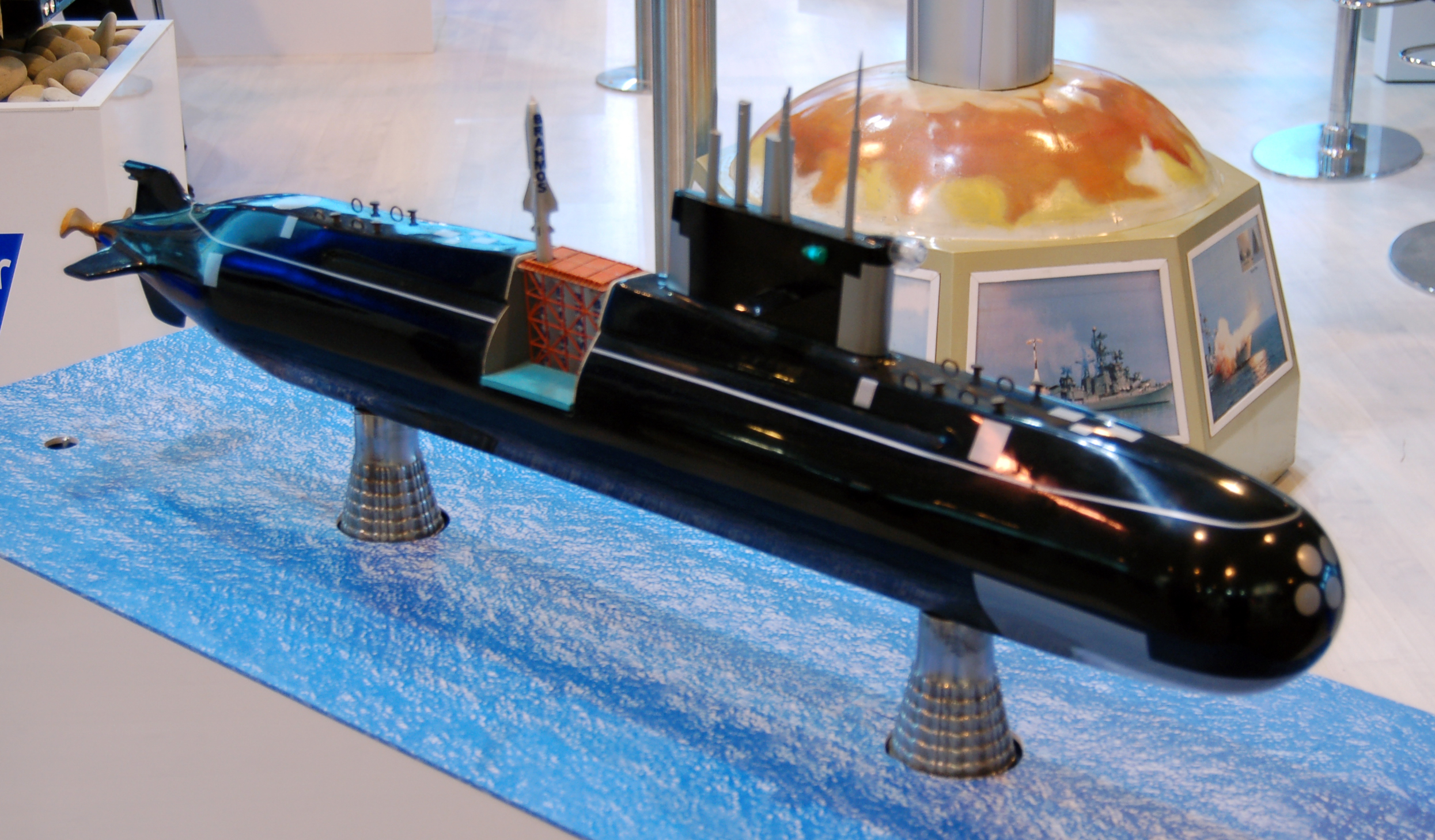
SLBM 발사능력이 있는 라다급 잠수함

세계 최초의 SSBN인 조지 워싱턴함에는 세계 최초의 SLBM 폴라리스 미사일 16발을 탑재하는데, 최근 조선민주주의인민공화국이 폴라리스의 번역어인 북극성 1호를 시험발사해 자국의 조지 워싱턴함 건조를 예고했다. 조선민주주의인민공화국이 잠수함용 원자로를 제작할 기술이 없다고 하더라도, 최근 조선민주주의인민공화국은 러시아의 킬로급 잠수함의 구매를 희망해왔으며, 킬로급 잠수함의 최신형인 라다급 잠수함은 SLBM 발사능력을 홍보하고 있어서, 신냉전으로 미국과 대립중인 러시아가 SLBM 잠수함을 수출할 가능성이 전혀 없다고만 할 수는 없는 상황이다. 물론 러시아는 핵미사일인 SLBM 탑재용이라고 홍보하지는 않는다.

## 같이 보기
- 레굴루스 핵순항 미사일